# 帝國風暴兵
帝國風暴兵，又稱TK士兵（英語：TK trooper），是科幻電影《星際大戰》系列中，隸屬反派政權銀河帝國與帝國崩潰後，其殘黨建立的第一軍團下的軍事部隊。

## 作品的描述

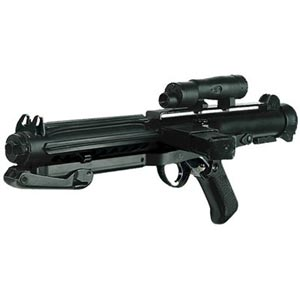
帝國風暴兵持用的E11爆能槍。

最早出現帝國風暴兵的作品為1977年《曙光乍現》裡，在電影中他們的外觀被設計成手持爆能槍、身著黑色的緊身衣、並穿戴著覆蓋全身的白色裝甲及全罩頭盔。劇情裡帝國風暴兵為由白卜庭所統治的銀河帝國摩下主要戰鬥兵力，平常負責執行帝國交代的任務，且擔任著銀河帝國裡的各種宇宙艦隊、或死星要塞裡的守護士兵，另外帝國風暴兵也有許多圍繞在白卜庭、或達斯·維達等帝國重要人物身旁；擔任他們身旁安危保衛隊描寫。
而在星際大戰四部曲至六部曲之間，帝國風暴兵也依不同的任務而有造型和兵種上的差異，如負責酷寒地區戰場的帝國雪地兵（Snowtrooper）、或是高機動性負責偵察的帝國斥候兵（Scout Trooper）。另外劇情裡許多銀河帝國戰鬥兵器也是交由帝國風暴兵操控，像是宇宙戰機鈦戰機(TIE Fighter)、用於陸地戰場的巨型武裝走獸AT-AT(AT-AT Walker )等等。
描述帝國風暴兵的來歷則是星戰前傳三部曲中的《複製人全面進攻》裡頭，他們最早是以賞金獵人強格·費特的DNA所改造、經由科技所複製出來的一批複製人軍隊。該批軍隊被植入生物晶片且暗中被白卜庭所控制，並在第三部《西斯大帝的復仇》中被白卜庭下令進行「第66號密令」將阻擾他的絕地武士一方人物給幾近全滅，讓白卜庭藉勢掌權成立了他的銀河帝國。
銀河帝國建立后7年，原本為銀河共和國建立複製人軍隊的卡密諾人因不願被帝國統治，再次製造複製人且發動「複製人革命」。这场叛乱革命遭到鎮壓後，白卜庭不再相信外星種族並強迫大多數的複製人退役，僅保留少數的複製人軍隊。例如達斯維達所率領的501軍團。
之後白卜庭為了擴增軍隊，徵召一般人類入伍銀河帝國軍隊；慢慢形成了往後的帝國風暴兵軍隊。
到了《星際大戰外傳：俠盜一號》、《星際大戰四部曲：曙光乍現》時，帝国只剩下三分之一的複製人，絕大多數是其他版複製人和純人類士兵混用。新士兵來源以徵兵制來徵召人類為主。。白卜庭驾崩后，帝国残余、帝国军阀和费尔家族领导的银河帝国逐渐废弃人类中心主义，开始大量以非法手段迫使一般人類加入。而在《星球大战：原力覺醒》裡頭的主要人物芬恩；則有提過從小被迫綁來，和其他孩子培養對帝國或第一軍團的忠誠與軍事訓練，最後再挑出其中成員充當正式風暴兵的描述。
帝国冲锋队的名称来自第一次世界大战期间，德国为突破堑壕战对峙僵局而发明的渗透小分队战术——暴风突击队（德语：Stoßtruppen，转写成英语即为Stormtrooper）。

## 軍種

### 銀河帝國
由於帝國已經不再采用複製人軍隊，因此大多數風暴兵都以徵兵制來強制徵召全銀河系的人類為主。雖然風暴兵實力不如以往的複製人軍隊，但數量上佔有非常強大的優勢。
帝國風暴兵（Stormtrooper）
帝國的基本武力，身上的白色盔甲，可以適應各種星球的氣候，不過防護力低，不具抵抗爆能槍的能力，且受頭盔的影響以致帝國兵的視野不足。每個帝國風暴兵使用爆能槍的技巧都還算不錯，雖然單體的戰鬥力和命中率不是很高，但由於人數眾多，在人海戰術之下，仍是不容小覷的帝國兵種。
帝國沙漠兵（Sandtrooper）
帝國風暴兵加以特殊訓練，用以在沙漠地形中執行任務的兵種，背後的空調設備可以抵抗炎熱的沙漠氣候，頭盔的呼吸器可以抵抗沙塵暴，並配備有給水裝置、可攜式帳棚以及通訊器，沙漠兵是以護肩甲的顏色來區分階級，一般兵是白色，騎濕背獸(Dewback)的是灰色，隊長則是橘色護肩甲。
帝國火焰兵（Flametrooper）
帝國雪地兵（Snowtrooper）
特殊抗寒化的帝國兵，主要訓練為能在酷寒地帶戰鬥的兵種。例如在霍斯星上荒涼的廢墟環境中追擊反抗軍，帝國雪地兵就發揮了很大的作用。帝國雪地兵穿著白色的盔甲，並配備有抓地力強的靴子，呼吸系統保護面具以及強力的身體保溫系統，如同帝國風暴兵一般，他們身上的工具帶也配備有維生相關工具。除了標準的帝國爆能槍外，他們也被訓練使用E-Web連發爆能槍以及各種重型武器。
帝國偵查兵（Scout Trooper）
又稱為飞梭偵察兵（Biker Scout），輕武裝但高機動性的帝國兵，通常指派於行星上的軍事要塞。帝國斥候兵依賴著反重力機車與其他的個人高速運輸工具來進行周邊巡邏，執行偵察任務以及刺探敵軍位置。因為帝國偵查兵是以極危險的高速在行動，因此他們配備有特殊的頭盔，內建望遠鏡視幕以及感應器，這些設備連接於微電腦之上，使得偵查兵有能力瞬間分析周圍的地區來幫助他們操控導航高速反重力機車。
帝國震擊兵（Shock Trooper）
从帝国冲锋队中选出的高等級帝國衝鋒隊组成，是前线精英部队及帕尔帕廷皇帝的贴身警卫。盔甲继承了其先身複製人震擊兵的红色涂装。
帝國死亡兵（Death Trooper）
在、《曼達洛人》與《俠盜一號》中登場的一支準軍事部隊，配備有特殊的黑色頭盔，高度訓練帝國兵菁英，時常跟隨著包括索龍元帥、莫夫吉迪恩星區長與克倫尼克總管等人物在內的高等軍官，擁有精準的槍技及特殊訓練及先進的設備，主要做為高等帝國軍官的保镖、战士、刺客与刽子手。
帝國跳傘兵（Jump Trooper）
在中登場，配備有與曼達洛族（人類）相似的飛行背包，常被應用在對付像曼達洛族（人類）或是在洞穴與峽谷裡的任務之類的鈦戰機無法執行的飛行任務。
海岸防禦風暴兵（Coastal Defender Stormtrooper）
在《星際大戰外傳：韓索羅》、曼達洛人中登場。
帝國山脈兵（Range Trooper）
在《星際大戰外傳：韓索羅》中登場。
潮濕氣候裝備風暴兵（Wet-Weather Gear Stormtrooper）
又稱為明坂風暴兵（Mimban Stormtrooper），在《星際大戰外傳：韓索羅》中登場。
帝國鈦戰機飛行員（TIE Fighter Pilot）
訓練有序，指派為操控帝國小巧敏捷的鈦戰機駕駛員。這些非常被重視的帝國艦隊中堅份子，是經過艱辛嚴厲的選拔之後，以僅僅10％的錄取率，才能成為鈦戰機的駕駛員，這些精銳的鈦戰機駕駛員，雖然受到反抗軍英雄相惜以及帝國同僚的敬重，但也被認為是稍有自殺傾向的，因為駕駛鈦戰機實在非常危險，而且僅有極少數的駕駛員能在太空肉搏近戰後，平安歸來。
AT-DP駕駛員（AT-DP Pilots）
駕駛只有雙人座的縮小版AT-AT—AT-DP中的風暴兵。
AT-AT駕駛員（AT-AT Pilots）
從冷酷無情的戰鬥員中粹選而出，所有的AT-AT駕駛員被訓練成自信為無敵的。雖然身處在堅固的AT-AT之中，他們應無須穿著盔甲與維生設備，但基於傳統，他們仍是全副武裝的配戴。AT-AT駕駛員的訓練讓他們精於導引這些強大的戰鬥走獸穿越不規則的地形與都市巷道，製造破壞與不安。
皇家紅衛士（Crimson Guard）
帝國皇帝個人專屬的高度訓練帝國兵菁英，主要做為皇帝的貼身保鏢、戰士、刺客與劊子手，負責執行皇帝的維安工作。身著深紅色長袍與邪惡的面具，大部分的侍衛都是隨侍於希夫·白卜庭皇帝身旁，僅聽命於皇帝而且完全死忠，這些親衛兵在皇帝死後也隨之消失，但據信他們只是隱藏起來，等著另一個新主人的出現。
帝國暗影兵（Shadow Trooper）
配备试验型小型隐形设备，执行秘密作战任务
帝國熔岩兵（Magma Trooper）

帝國黑暗兵（Dark Trooper）
在《曼達洛人》中登場。莫夫吉迪恩星區長的秘密武器，它是目前風暴兵裡唯一的機器人，所以幾乎沒有弱點，甚至只有絕地武士才能擊敗，一般人完全不是帝國黑暗兵的對手。

### 第一軍團
第一軍團風暴兵（First Order Storm Trooper）
第一軍團的普通士兵，進化版的的帝國風暴兵，拿著跟盔甲顏色一樣的爆能步槍，通常會分一個小組行動。
第一軍團火焰兵（First Order Flame Trooper）

第一軍團雪地兵（First Order Snow Trooper）

第一軍團風暴兵劊子手（First Order Storm Trooper Executioner）
拿著長長的電擊棒，為第一軍團幫犯人進行死刑的風暴兵。
第一軍團潛水兵（First Order SCUBA Trooper）
在星球大戰：抵抗勢力中登場。
第一軍團噴射兵（First Order Jet Trooper）
背著噴射背包、拿著爆能狙擊槍的風暴兵。

##### 第一軍團鈦戰機飛行員 （First Order TIE Fighter Pilot）
穿著黑色盔甲、開著第一軍團太戰機的第一軍團風暴兵。

##### 第一軍團特級太戰機飛行員（ First Order special TIE Fighter Pilot）
穿著黑色盔甲、開著第一軍團特級太戰機的第一軍團風暴兵。

### 最終軍團
西斯兵（Sith Trooper）
在《星際大戰第九部曲：天行者的崛起》中，穿著紅盔甲、拿著爆能步槍的第一名軍團風暴兵。
西斯噴射兵（Sith Jet Trooper）
穿著紅盔甲的第一軍團噴射兵。

## 已知人物
- ES-01(隸屬CT-9904的精英小隊，第一批人類徵召兵，男性，由於拒絕射殺平民而違抗了隊長準星的命令，被準星當場處決)
- ES-02(隸屬CT-9904的精英小隊，第一批人類徵召兵，女性，在卡米諾被帝國轟炸之前，唯一撤出卡米諾基地的小隊成員)
- ES-03(隸屬CT-9904的精英小隊，第一批人類徵召兵，男性，在卡米諾被帝國轟炸之前被準星殺害)
- ES-04(隸屬CT-9904的精英小隊，第一批人類徵召兵，女性，在卡米諾被帝國轟炸之前被準星殺害)
- 芬恩（FN-2187，已脫離）

代號LS-607
- 范倫·路德（FN-2199/TR-8R，鈦戰機飛行員，後在老趙（Old Jho）被處決之後，強制接管洛塔星Pit Stop酒吧）
- JB-007(由丹尼爾·克雷格飾演的客串角色)

## 引用
一些以星際大戰為題材的電子遊戲；有特別挑選帝國風暴兵作為遊戲相關主題或是可操控的角色，如1995年的《星際大戰：黑暗原力》、或2017年的《星際大戰：戰場前線2》等等。
而為了慶祝在2015年上映的《星際大戰七部曲：原力覺醒》，車商飛雅特集團特別在電影上映前推出一款外觀彩繪以帝國風暴兵為造形的飛雅特500e電動車。另日本的購物商城ZOZOTOWN也特別推出讓扮演成帝國風暴兵的人員替顧客送貨到府的噱頭活動。

## 版權爭議
曾有一名英國人士安卓·安斯沃茲（Andrew Ainsworth）因販賣自行打造的帝國風暴兵頭盔；而被《星際大戰》製片商盧卡斯影業提告，雖然帝國風暴兵的外觀造型設計在美國境內是受版權保護，但英國一方法院在2011年提出當時盧卡斯影業的舉證只能讓帝國風暴兵造型頭盔歸屬在工業設計產品，而工業設計產品的版權在英國境內只要超出15年後便自動歸類在公有領域，因此安卓·安斯沃茲最後被宣告無罪。

## 外部連結
- 《星際大戰》官方的帝國風暴兵介紹 （页面存档备份，存于）（英文）
- 《星球大战》“正史”帝國盔甲兵种汇总 （页面存档备份，存于） （中文）